# Foxes
Луиза Роуз Алън (на английски: Louisa Rose Allen), известна с артистичния си псевдоним Foxes, е английска певица.

## Биография
Луиза е родена на 29 април 1989 г. в Саутхамптън, Англия. На 18-годишна възраст се премества в Лондон и записва курс по теория на музиката, но не след дълго се отказва. Това обаче ѝ позволява да работи по-усилено върху песните си, които впоследствие издава.
Изпълнителката добива широка популярност след участието си в песента на Зед – Clarity.
Освен че се занимава с музикално изкуство, Луиза се снима в редица филмови продукции и определено време е модно лице.

## Дискография

### Албуми
- Glorious (2014)[5]
- All I Need (2016)[5]
- The Kick (2022)[5]

### EP
- Warrior (2012)
- Friends in the Corner (2021)